# Batalla del Puente de Cornellana
La batalla del Puente de Cornellana ocurrió en 842 entre las fuerzas de Nepociano, que había sido elegidos por la nobleza para ser el sucesor de Alfonso II de Asturias, y Ramiro, un pariente del rey muerto. El resultado fue la derrota de Nepociano, permitiendo que el vencedor le sucediera en el trono asturiano con el nombre de Ramiro I.
Ocurrió en el río Narcea, en un puente en Cornellana (Curniana en asturiano), en Salas.
- Datos: Q4872873